# Tòa án Tối cao Liên Xô
Tòa án Tối cao Liên Xô (tiếng Nga: Верховный Суд СССР), là tòa án tối cao của Liên Xô, tồn tại từ ngày 23/11/1923 - 2/1/1992. Sau khi Liên Xô sụp đổ, Tòa án Tối cao Liên Xô cùng với các cơ quan quyền lực tối cao khác của Liên Xô đều bị xóa bỏ, toàn bộ dữ liệu lưu trữ của Tòa án Tối cao Liên Xô được chuyển tới Trung tâm Lưu trữ Nhà nước Liên bang Nga và trụ sở Tòa án Tối cao Liên Xô được chuyển cho Tòa án Tối cao Nga.

## Thành lập
Sự cần thiết phải thành lập một cơ quan xét xử cấp cao nhất cho toàn bộ Liên bang các quốc gia được hình thành ngay sau khi Liên Xô được thành lập năm 1922. Trong Hiệp ước về việc thành lập Liên Xô do Ủy ban Chấp hành Trung ương Liên Xô ban hành "Tòa án Tối cao Liên Xô với chức năng là cơ quan xét xử tối cao".
Ngày 23/11/1923, Đoàn Chủ tịch Ủy ban Chấp hành Trung ương Liên Xô đã thông qua Quy chế thứ nhất về Tòa án Tối cao Liên Xô, theo đó xác định chức năng, nhiệm vụ và thẩm quyền hoạt động của tòa án.
Hiến pháp Liên Xô ban hành năm 1924 quy định trong chương VII ("Tòa án Tối cao Liên Xô" và năm 1935 đổi tên chương thành "Tòa án Tối cao Liên Xô và Viện Kiểm sát Liên Xô") đã cụ thể hóa chức năng và nhiệm vụ Tòa án Tối cao Liên Xô trong hệ thống chính quyền Liên Xô.

## Chức năng
Hiến pháp Liên Xô quy định quyền hạn như sau:
- Hướng dẫn cho các Tòa án Tối cao Cộng hòa Liên bang về các vấn đề Luật Liên bang;
- Xem xét và kháng cáo lên Ủy ban Chấp hành Trung ương Liên Xô về đề nghị của Kiểm sát viên Tòa án Tối cao Liên Xô, về các phán quyết, quyết định và bản án của Tòa án Tối cao Liên Xô, với lý do các phán quyết, quyết định và bản án trái với luật chung của Liên bang hoặc ảnh hưởng đến lợi ích của các nước cộng hòa khác;
- Đưa ra ý kiến theo yêu cầu của Ủy ban Chấp hành Trung ương Liên Xô về tính hợp pháp của một số quyết định của Cộng hòa Liên bang về mặt Hiến pháp;
- Giải quyết tranh chấp tư pháp giữa các nước Cộng hòa Liên bang;
- Xem xét các vụ án liên quan đến các quan chức cấp cao của Liên bang bị cáo buộc phạm tội liên quan đến cơ quan hành chính.

Sau đó, vào ngày 14 tháng 7 năm 1924, Ủy ban Chấp hành Trung ương Liên Xô đã thông qua nghị quyết "Luật Tòa án Tối cao Liên Xô", trong đó quy định và chỉ định thẩm quyền và thủ tục của Tòa án Tối cao Liên Xô.

## Cấu trúc 1923-1938
Ban đầu (theo Quy định năm 1923, Hiến pháp và Nghị định năm 1924), Tòa án tối cao Liên Xô có cấu trúc như sau:
- Hội nghị toàn thể
- Hội đồng Tòa án Dân sự và Tòa án Hình sự
- Hội đồng Quân sự và Vận tải Quân sự

Tòa án Tối cao cũng có quyền tạo ra các phiên tòa xét xử đặc biệt để xem xét các vụ án hình sự và dân sự có tầm quan trọng đặc biệt, ảnh hưởng đến hai hoặc nhiều nước cộng hòa, và các trường hợp thuộc thẩm quyền cá nhân các thành viên của Ủy ban Chấp hành Trung ương Liên Xô, Hội đồng Dân ủy Liên Xô, Chánh án và thành viên Tòa án Tối cao Liên Xô, Kiểm sát viên Liên Xô, Phó và trợ lý cấp cao.
Chánh án Tòa án Tối cao và các thành viên của Tòa án Tối cao do Đoàn Chủ tịch Ủy ban Chấp hành Trung ương Liên Xô bổ nhiệm và miễn nhiệm. Hội nghị toàn thể Tòa án Tối cao bao gồm bốn chánh án của các Tòa án Tối cao các nước cộng hòa Liên bang và chủ tịch Tổng cục chính trị nhà nước thuộc Hội đồng Dân ủy Liên Xô. Ngoài ra, Tổng Kiểm sát trưởng Liên Xô hoặc phó Tổng Kiểm sát trưởng nhất thiết phải tham gia Hội nghị.
Năm 1926, Hội đồng Quân sự và Vận tải Quân sự Tòa án Tối cao Liên Xô đã bị bãi bỏ, và Tòa án tối cao Liên Xô đã được tuyên bố là tòa giám đốc thẩm đối với các vụ án do Tòa án Quân sự xét xử; trong cùng năm đó, việc giải thích luật pháp toàn Liên bang được đặt trong thẩm quyền của Tòa án Tối cao.
Vào ngày 24 tháng 7 năm 1929, Ủy ban Chấp hành Trung ương Liên Xô và Hội đồng Dân ủy Liên Xô đã thông qua một Quy định mới về Tòa án Tối cao Liên Xô và Viện Kiểm sát Tòa án tối cao Liên Xô, đặc biệt, đã trao cho Tòa án tối cao Liên Xô về sáng kiến lập pháp và nghĩa vụ giải thích các luật của Liên bang theo đề nghị của Ủy ban Chấp hành Trung ương Liên Xô và theo yêu cầu của Hội đồng Dân ủy Liên Xô.
Năm 1931, Tòa án thẩm Vận tải Tòa án Tối cao Liên Xô đã được thành lập và là một thành phần mới của các phiên họp toàn thể của Tòa án đã được xác định - Chủ tịch Tòa án Tối cao Liên Xô, phó chủ tịch Tòa án Tối cao Liên Xô, Chủ tịch Hội nghị toàn thể Tòa án Tối cao Cộng hòa Liên bang, chủ tịch Ban cán sự Tòa án tối cao Liên Xô và bốn thành viên được chỉ định bởi Đoàn chủ tịch Ủy ban Chấp hành Trung ương Liên Xô, bao gồm một đại diện của Tổng cục chính trị nhà nước Liên Xô.
Năm 1935, Hiến pháp Liên Xô đã được sửa đổi, điều này cũng liên quan đến các vấn đề của Tòa án Tối cao Liên Xô. Đặc biệt, cấu trúc của Tòa án đã được chỉ định. Theo luật mới, Tòa án tối cao Liên Xô gồm:
- Hội nghị toàn thể
- Đoàn Chủ tịch
- Tòa án thẩm Tư pháp và Giám sát
- Tòa án thẩm Hình sự và Dân sự
- Tòa án thẩm Quân sự
- Tòa án thẩm Vận tải
- Tòa án thẩm Vận tải thủy
- Tòa án thẩm Đặc biệt

Ngoài ra, Tòa án Tối cao đã nhận được quyền hủy bỏ trực tiếp các hoạt động tư pháp của các Tòa án tối cao của Cộng hòa Liên bang, điều này mâu thuẫn với luật pháp của Liên bang (theo các quy tắc trước đây, chỉ có thể phản đối các hoạt động chống lại Ủy ban Chấp hành Trung ương Liên Xô).
Hiến pháp Liên Xô năm 1936 đã xác định Tòa án Tối cao Liên Xô là cơ quan tư pháp cao nhất. Theo Hiến pháp, Tòa án Tối cao Liên Xô được giao nhiệm vụ giám sát các hoạt động tư pháp của các cơ quan tư pháp Liên Xô, cũng như các cơ quan tư pháp của Cộng hòa Liên bang trong giới hạn do luật pháp quy định. Tòa án Tối cao đã được Xô viết Tối cao Liên Xô bầu ra với nhiệm kỳ 5 năm và Tòa án Tối cao gồm có Chủ tịch Tòa án tối cao của các Cộng hòa Liên bang.

## Cấu trúc 1938-1957
Vào ngày 16 tháng 8 năm 1938, trên cơ sở Hiến pháp Liên Xô, Luật Liên Xô "Về tư pháp của Liên Xô, Liên bang và Cộng hòa tự trị" đã được thông qua, đã sửa đổi cấu trúc của Tòa án Tối cao Liên Xô (Tòa án thẩm Đường sắt được thành lập và Tòa án thẩm Vận tải và Tòa án thẩm đặc biệt đã bị bãi bỏ).
Cấu trúc Tòa án Tối cao năm 1939
- Hội nghị
- Đoàn Chủ tịch
- Tòa án thẩm Quân sự
- Tòa án thẩm Đường sắt
- Tòa án thẩm Vận tải thủy
- Tòa án thẩm Hình sự
- Tòa án thẩm Dân sự

Trong cuộc chiến tranh vệ quốc vĩ đại, có một số thay đổi trong cấu trúc của Tòa án tối cao. Tòa án thẩm Đường sắt quân sự và Tòa án thẩm Vận tải thủy quân sự (liên quan đến sự ra đời của luật quân sự về giao thông vận tải) đã được thành lập, đó là các trường hợp giám sát và kiểm tra trong các trường hợp của tòa án quân sự Đường thủy tương ứng. Ngoài ra, vào năm 1944, Tòa án Tư pháp cho các Tòa án Trại giam được thành lập như là giám đốc thẩm và giám sát trong các trường hợp được xem xét bởi các Tòa án Trại giam được thành lập cùng lúc (các tòa án đặc biệt hoạt động trong hệ thống GULAG).
Cấu trúc năm 1949
- Hội nghị
- Cục
- Tòa án thẩm Hình sự
- Tòa án thẩm Dân sự
- Tòa án Trại giam trong Tòa án Tư pháp
- Tòa án thẩm Quân sự
- Tòa án thẩm Đường sắt
- Tòa án thẩm Vận tải thủy
- Hội đồng Kỷ luật
- Ban Thư ký
- Bộ phận mã hóa
- Phòng Tổng hợp và Thống kê
- Phòng bảo mật
- Văn phòng
- Cơ quan dịch thuật
- Phòng kinh tế
- Trung tâm Lưu trữ

Cấu trúc năm 1956
- Hội nghị
- Cục
- Tòa án thẩm Hình sự
- Tòa án thẩm Dân sự
- Tòa án thẩm Quân sự
- Tòa án thẩm Vận tải
- Hội đồng Kỷ luật
- Ban Thư ký
- Bộ phận mã hóa
- Phòng Tổng hợp và Thống kê
- Bộ phận bảo mật và mã hóa
- Phòng đánh máy
- Phòng đăng lục
- Phòng phân phát
- Văn phòng
- Cơ quan dịch thuật
- Phòng kinh tế
- Trung tâm Lưu trữ

## Chánh án Tòa án Tối cao
- Nikolai Vasilyevich Krylenko (28/11/1923-2/2/1924)
- Alexandr Nikolaevich Vinokurov (15/3/1924-17/8/1938)
- Ivan Terentievich Golyakov (17/8/1938-24/8/1948)
- Anatoly Antonovich Volin (quyền từ 31/8/1948-14/3/1949; chính thức từ 14/3/1949-12/2/1957)
- Alexander Fedorovich Gorkin (12/2/1957-20/9/1972)
- Lev Nikolaevich Smirnov (20/9/1972-12/4/1984)
- Vladimir Ivanovich Terebilov (12/4/1984-5/6/1989)
- Yevgeny Alexievich Smolentsev (7/6/1989-24/12/1991)